# Bohumilice (okres Prachatice)
Obec Bohumilice (německy Bohumilitz, latinsky Bohumelicium) se nachází v okrese Prachatice, kraj Jihočeský, zhruba 5 km severovýchodně od Vimperka. Leží v Šumavském podhůří (podcelek Vimperská vrchovina, okrsek Bělečská vrchovina) v nadmořské výšce 545 až 625 m po pravé straně údolí řeky Volyňky nedaleko jejího soutoku se Spůlkou; katastrem Bohumilic též protéká a pod obcí do Volyňky ústí Bořanovický potok. Žije zde 320 obyvatel. Je zde mateřská školka, jízdárna, knihovna, koupaliště. Obec má také autobusovou zastávku Bohumilice rozcestí, vlakovou zastávku Bohumilice v Čechách zastávka na trati Strakonice – Volary a vlakové nádraží Bohumilice v Čechách, které dříve sloužilo pouze technickým účelům, ale nyní funguje jako běžná stanice. Kolem něj též vede Sudslavická stezka, která však vzhledem k nedávnému sesuvu schodiště není zcela přístupná.

## Historie
Bohumilice patří k nejstarším sídlům Vimperska. Připomínány původně jako osada pražského kostela – pražské kapituly. Patřila pod jurisdikci purkrabího ve Volyni.
Jméno obce zaznamenané v různých listinách a zápisech v různých dobách:
- 1352 – Bohumylicz
- 1435 – Bohumice
- 1531 – Bohomilicz
- 1635 – Boumilice
- 1714 – Bohumelice
- 1836 – Bohomolice
- 1854 – Bohumnělice
- 1916 – Bohumilice – úředně dosud
  - Po nástupu komunismu v roce 1948 bylo v duchu komunistického ateismu navrženo přejmenování obce na Milice, to se však neujalo.

Od roku 1369 byly Bohumilice zbožím královským. Po smrti pána na Bohumilicích Herborta (1369) se stal držitelem panství český král Karel IV. a tak se Bohumilice uvádějí jako zboží královské. Král se stal držitelem panství, patronem kostela a tak podával na faru faráře. V roce 1377 je panství tentokrát v rukách Václava IV., který také podával do Bohumilic faráře.
Roku 1772 proběhlo číslování domů, sčítání a popis obyvatel. Dne 14. února 1814 zemřel pan Václav Malovec z Chejnova a byl slavnostně pohřben ve svém farním kostele v Bohumilicích. Jeho nástupcem se stal pan baron František Malovec. Za jeho správy vypukl ve vsi nešťastný požár, dne 20. února 1815 u sedláka Jakuba Hanzala. V jednom okamžiku bylo stavení v plamenech, protože byl silný vítr, v krátké chvíli bylo šest selských dvorů, pět chalup, škola, kostel a farní budova s hospodářskými staveními obráceno v popel. V roce 1866 žilo ve vsi 472 obyvatel.
Roku 1928 vznikla nová část obce tím, že čtyři občané vyvlastnili obci pozemek pod stavbu. Obec nechtěla, aby se stavělo tak roztroušeně a nabízela jim jiná stavební místa. Ty ale odmítli a žádali podporu u správy v Prachaticích. Ta jejich žádosti vyhověla a tak vznikla nová část obce, kterou stavebníci sami nazvali „Na závisti,“ protože prý jim bylo záviděno. Později, když již část pozemku tímto způsobem byla pro hospodářské zužitkování znehodnocena, odprodala obec i jiným občanům tamtéž místa pod stavbou, tak, že tam vystavěno dosud bylo devět domků.
V jiné části vesnice nazývané „V chalupách,“ se také říká nevábným a zavádějícím slovem „Kakánek,“ nebo „Na kakánku.“  Tento název se užívá i dnes. Pověst, která se ke „Kákánku“ váže:
Jednou baron Malovec vodil nějakou svou návštěvu po svém panství. Přišli také z Chalup a host se podivoval, že domy nestojí vedle sebe, ale jsou rozházené po stráních. „Vypadá to, jako by chalupy někdo po těch loukách vytrousil.“ Slyšel to nějaký zdejší ferina a hned překřtil Chalupy na Kakánek.

### Pomník obětem první světové války

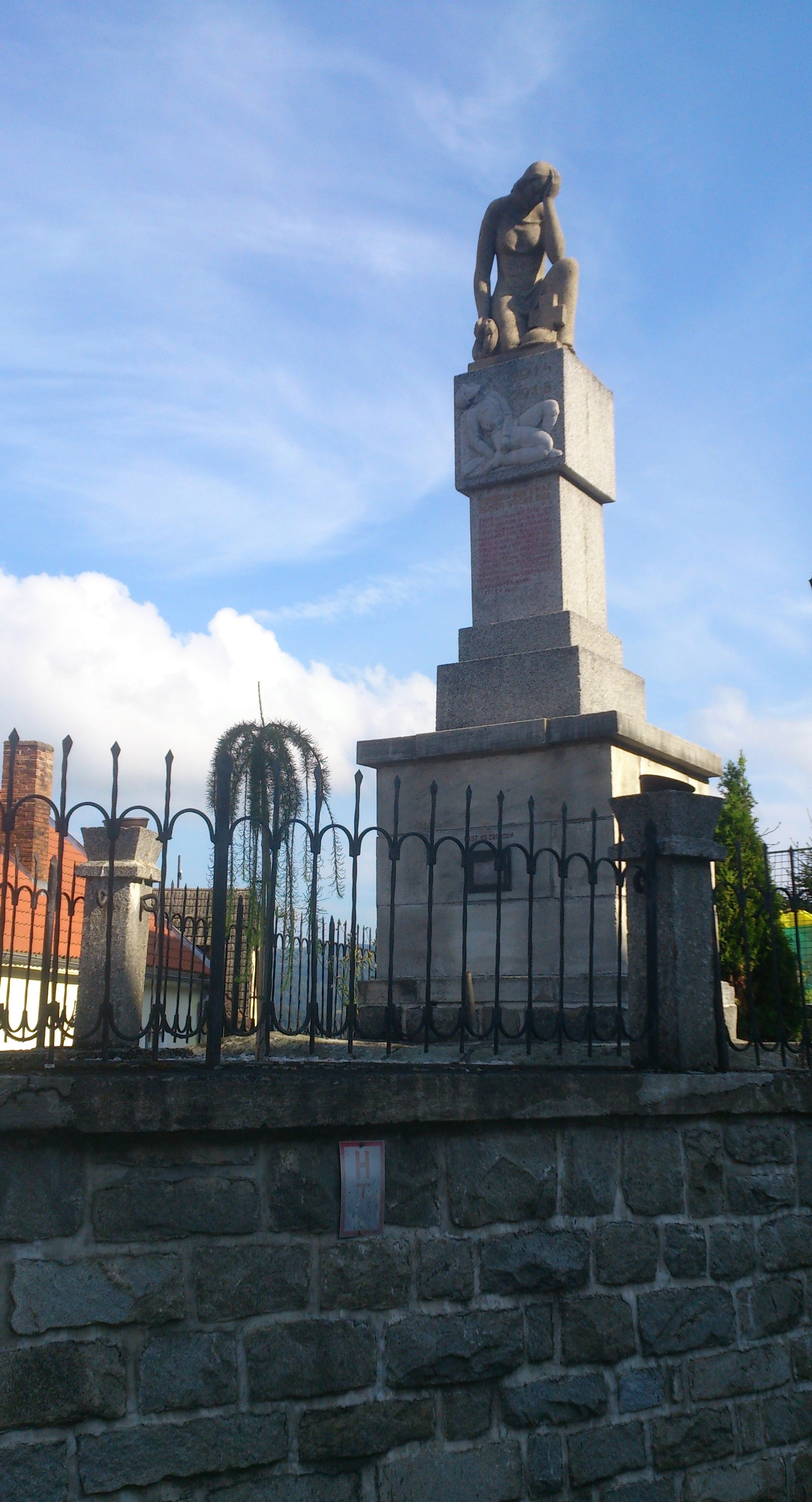
Pomník dnes

V obci byl v roce 1934 slavnostně odhalen památník obětem první světové války, který byl za okupace odstraněn. Pomník vytvořil akademický sochař Rudolf Kabeš z Tábora. Slavnostně byl posvěcen dne 17. června 1934. Byla u něj sloužena vojenská polní mše za účasti mnoha kněží z okolí, vojáků a dalších korporací. Zhotovení pomníku tehdy stálo 4500 Kč, podezdívka a ostatní práce 1500 Kč. Pomník, kdysi nazývaný „Helenka“ si však na svém místě dlouho nepobyl. Při úpravách návsi a dostavbě silnice Bohumilice – Štítkov, kdy bylo zapotřebí rozšíření silnice ve vsi, došlo k jeho stržení. Později byl znovu postaven nedaleko původního místa.

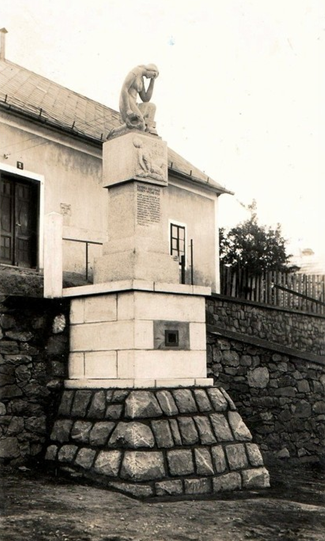
Pomník dříve

| „Zemřeli, aby v naší paměti věčně žili“ | „Zemřeli, aby v naší paměti věčně žili“ |
| --------------------------------------- | --------------------------------------- |
| Filip Antonín                           | Sichynger František                     |
| Filip Ladislav                          | Švamberger Josef                        |
| Liška Josef                             | Chaloupek Karel                         |
| Liška Karel                             | Chaloupek Jan                           |
| Havlíček Václav                         | Tomášek Matěj                           |
| Hadraba Josef                           | Králík Jan                              |
| Malý Vojtěch                            | Chrstoš Josef                           |
| Hercik Karel                            | Vojta Matěj                             |
| Nikodem Jan                             | Vojta Dominik                           |
| Hroch Jan                               | Klivan Jan                              |
| Hroch Václav                            | Králík Dominik                          |
| Volf František                          | Stoček František                        |

### Bohumilický meteorit
Dne 19. září roku 1829 po prudkém dešti byl vyorán na poli, asi 150 metrů od bohumilického zámku, 50 kg těžký železitý balvan. Tento pěkný kus železa posloužil nejprve za patník u brány bohumilického zámku, až kdosi upozornil vědce v Praze na toto „železo z nebes“ a tak byl v roce 1830 věnován tehdejším majitelem místního panství baronem Františkem Malovcem Vlasteneckému muzeu v Praze. Největší kus zůstal v Praze, další kusy byly darovány do Vídně, Berlína a do Chicaga.

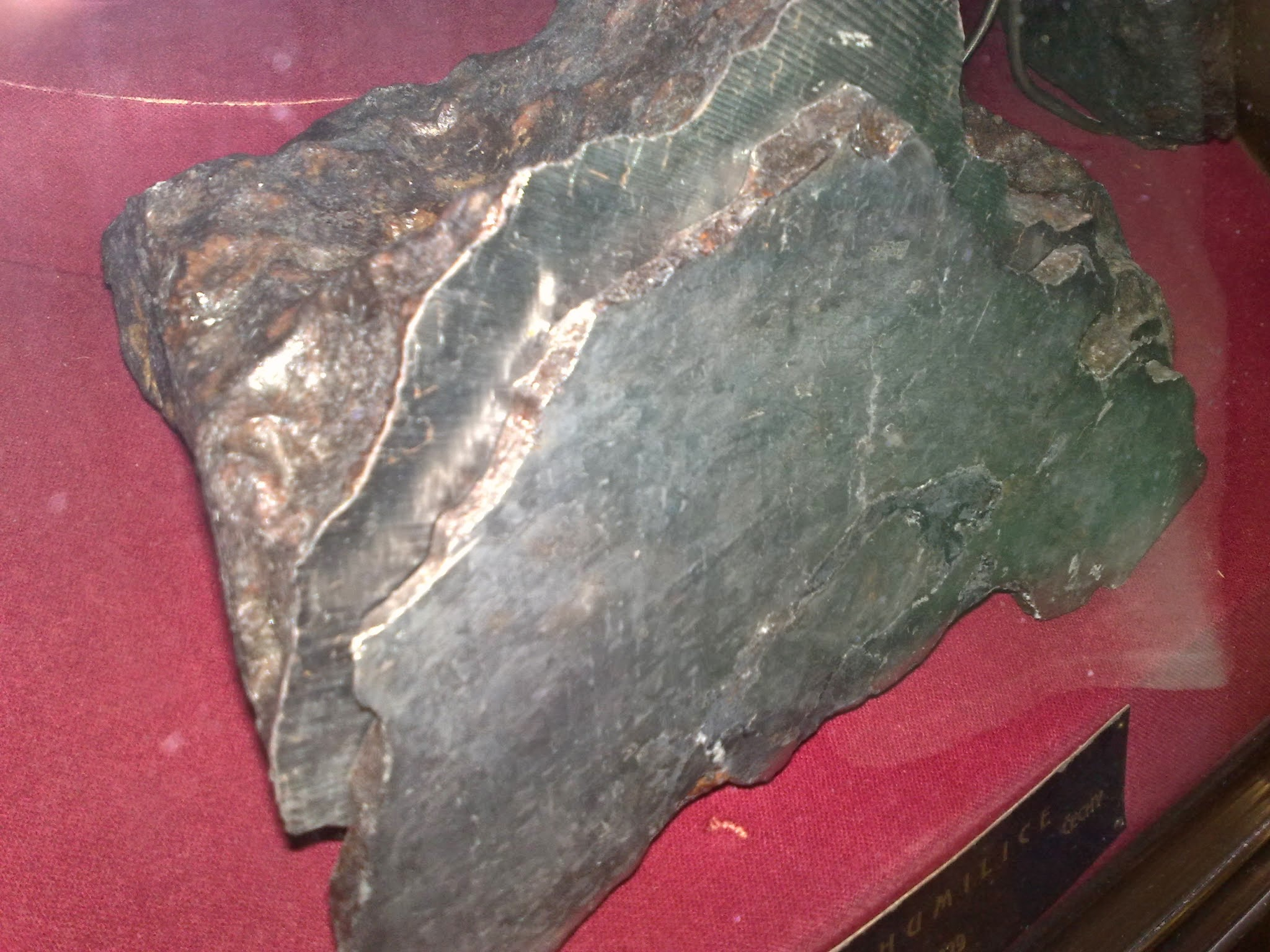
Bohumilický meteorit

Bohumilický meteorit o hmotnosti 57 681 g a rozměrech 335 x 235 x 193 mm je tvaru nepravidelného trojbokého hranolu, patří mezi meteority železité. Byl podroben mnoha odborným zkoumáním. Již v roce 1830 byla provedena chemická analýza a popis meteoritu, který provedl významný profesor František X. M. Zippe. Již tehdy bylo zjištěno, že jde o železitý meteorit s příměsí niklu, síry, grafitu a troilitu. V roce 1889 nalezl majitel bohumilického panství Arnošt Lumbe na lesní cestě v lese poblíž Bořanovic další kus tohoto meteoritu veliký jako lidská pěst. Lumbe nechal meteorit na jedné straně obrousit a používal jej jako těžítko na papírové peníze. Tento kus meteoritu o hmotnosti 962 g se ztratil neznámo kam.
V roce 1925 vyoral Jan Matějka z Vnarova další část tohoto meteoritu o hmotnosti 6 kg. Tento meteorit se nejprve dostal do školních sbírek a později byl darován též do Národního muzea.
Nález zaměstnával po dlouhou dobu mnoho vědců, kteří o něm popsali více papíru, než sám vážil. Nalezené meteority v bohumilické oblasti jsou zřejmě původem z jednoho deště meteoritů, který zasáhl v pradávných dobách Šumavu. Lid v tomto „poslu nebes“ viděl „hněv boží,“ ale po dlouhý čas se zde tradovala i pověst, že „kdysi tu čert spadl z nebe a zabořil se do pole“ to podle sirného zápachu, který pád železa doprovázel.
Bohumilice mají tu čest, že se podařilo paní Hiršlové – majitelce místního panství Skalice, obstarat věrnou kopii velkého bohumilického meteoritu, která je uložena v soukromém depozitáři výstavních prostor zámku Skalice.

## Kostel Nejsvětější Trojice

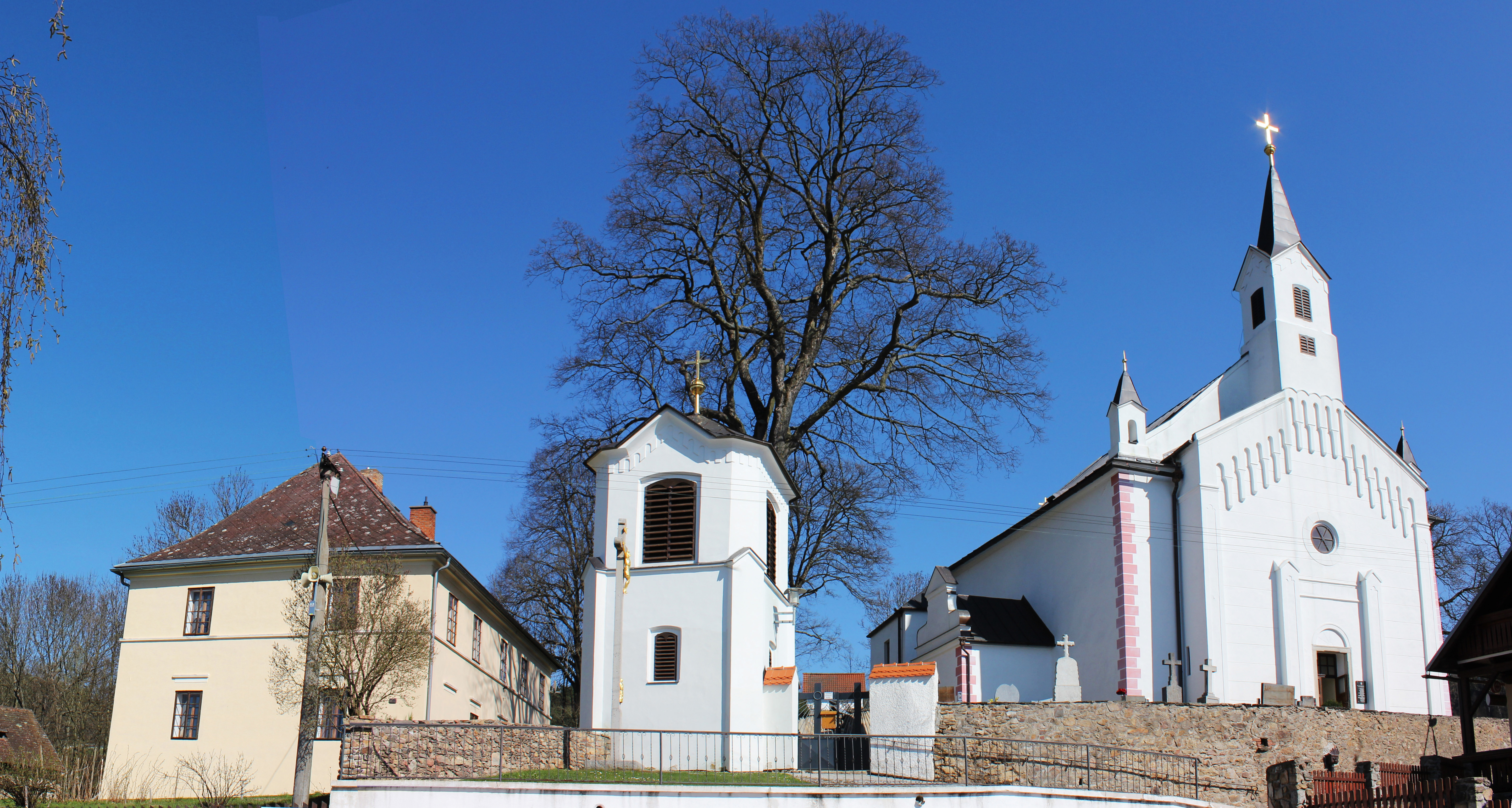
Kostel Nejsvětější Trojice

Největší dominantou obce je bezesporu kostel Nejsvětější Trojice, farní kostel bohumilické farnosti, postavený původně v letech 1240–1250 v románsko-gotickém slohu. K památkově chráněnému areálu kostela patří i zvonice z roku 1862, márnice, romanticky historizující rodinná hrobka Holoubků, kovaný kříž z roku 1767 a celý hřbitov vymezený ohradní zdí se třemi vstupy.
Kostel byl rekonstruován v roce 1663 a výrazně byl přestavěn po ničivém požáru Bohumilic v únoru 1815. Na faře byla zničena všechna bohoslužebná roucha a též všechny potřeby a knihovna. Shořela také celá stará agenda, nejstarší listiny a knihy, které tam byly uloženy. Po přestavbě kostela se dochovala jen severní stěna kostela s cenným raně gotickým portálem a křtitelnicí. Celkovou rekonstrukcí prošel kostel v prvním desetiletí 21. století za působení P. Jana Janouška. O kulturně historickém kontextu života místní farní obce vypovídá mimořádný soubor kamenných znakových a figurálních náhrobků ze 16. až 19. století.
O faře je zmínka v roce 1352. Nejstarší písemností ve zdejším farním archívu je „Urbarium parochuae Bohumilicensis ab ano 1608,“ který je přepisem urbáře staršího a to z roku 1435. Patronem kostela bývali zdejší páni na zámku Skalice, ti také dosazovali na faru kněze. V některých letech zde působili i tři kněží.
Ke stavbě kostela se váže pověst: Když se měl stavět nový kostel, bylo prý rozhodnuto, že bude postaven na louce Jiřici. Tam už prý sváželi dřevo potřebné ke stavbě. Tesaři zde již otesávali trámy a přilétávala bílá holubice a sbírala tam třístičky a ty odnášela na místo původního kostela, proto bylo změněno rozhodnutí a bylo přikázáno dělníkům, aby nestavěli na Jiřici a kostel vystavěli na tomto místě.

## Zámek Skalice

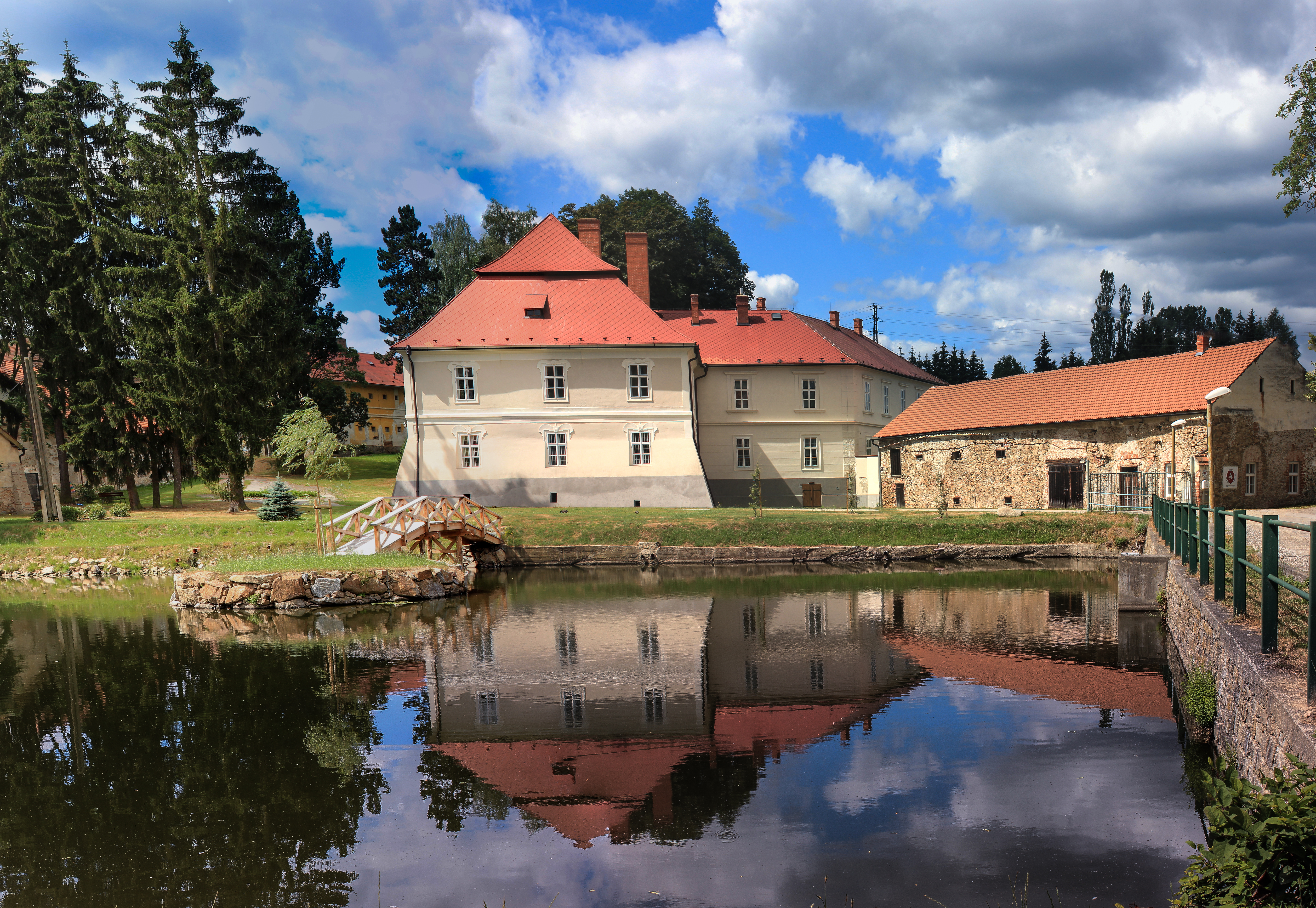
Zámek Skalice

Zámecký areál má několik částí: vlastní zámeckou budovu, hospodářské a obytné objekty a anglický park. Zámek je tvořen třemi křídly, vzniklými postupně rozrůstáním renesanční tvrze (postavené v roce 1549), která je v podstatných částech v konstrukci zámku zachována do dnes. Z původní renesanční stavby se uvnitř zámku dochovaly zejména klenby a teprve v roce 2000 objevené záklopové stropy z malovaným rostlinným dekorem. Celkový ráz však zámku vtiskla především pozdně barokní přestavba z počátku 19. století. Z dalších objektů zámeckého areálu je pravděpodobně nejzajímavější rozlehlý chlév postavený ve stylu schwarzenberské novogotiky, který je zakončený na obou koncích jednopatrovými obytnými budovami.
Roku 1395 se v Bohumilicích připomíná tvrz, která náležela rodu Kaplířů ze Sulevic, Roku 1494 odkázal Petr Kaplíř panství Zdeňku Malovcovi z Chýnova, Zdeňkův syn Jan Malovec panství zdědil okolo roku 1549 a bohumilickou tvrz přestavěl na zámeček. Byla to jednopatrová budova s věžičkou, na jižní straně byla veliká předsíň, která nesla balkon u volných schodů, střecha byla mansardová. Na věžičce byly kovové hodiny, které každou hodinu a čtvrthodinu odbíjely. Na rybníce v zahradě byl ostrov, zděnou terasou obehnán a ze zahrady na ostrov byla dlouhá široká lávka pokrytá prkny.
Po smrti Františka Malovce z Chejnova 18. září 1862 koupil od pozůstalých panství Skalice hrabě František Thun z Hohensteinu. Ten v roce 1871 převedl panství na syna Leopolda, hraběte Thuna z Hohensteinu (komisaře ve Vídni, byl členem výboru Královského Muzea). Panství spravoval jeho bratr Bedřich. 23. března 1878 koupil zámek Skalici dr. Josef Lumbe, svobodný pán z Malonic. Po něm držel panství dr. Arnošt Lumbe, svobodný pán z Mlonic ředitel techniky v Praze.
Roku 1923 koupil od dědiců po zemřelém Arnoštu Lumbe zámek Skalici pan továrník Ferdinand Holoubek z Prahy. Po znárodnění se stal celý areál součástí státu. V devadesátých letech 20. století byl majetek navrácen paní Zdeňce Voženílkové-Holoubkové, která spolu s rodinou zahájila opravy zchátralého zámku.

### Pověsti ze života na zámku Skalice

#### Půl koně za království
Když stateční Čechové před Milánem v zemi vlašské leželi, nemohli mužové krále Vladislava hradeb dobýti. Přece se to však podařilo smělými činy některých českých pánů i nastala v městě řež nevídaná. Když se voják zvaný Ješek probíjel s kořistí ven z městské brány, spadla za jeho zády ochranná mříž tak těsně, že vpůli přeťala jeho koně. Do vojenského ležení se vrátil pěšky se sedlem na rameni a s vaky plnými klenotů. Od tohoto činu mají Malovcové z Malovic ve znaku polovinu vzpínajícího se koně. Tito Malovcové a jejich z Malovic ve znaku polovinu vzpínajícího se koně. Tito Malovcové a jejich potomci vládli nad Vlachovým Březím, Čkyní a Vimperkem.

#### Zámecké mokré radovánky
Kdysi dávno se na místě panské zahrady rozkládal pěkný rybník. V tom rybníce bývali hastrmani a hastrmanky. Často se ta zelená havěť procházela po břehu a navečer pak hastrmanky praly ve vodě prádlo a hastrmani spolu z bujnosti zápasili. Když se objevily na nebo první hvězdy, hastrmanky začaly zpívat a tancovat. Ale byla to doslova „žabí muzika,“ takže v zámku si museli pořídit do oken silné závěsy, když se chtěli vyspat.

#### Skalický vodník
Jednou šel kolem zámeckého rybníka jeden hospodář a spatřil na hrázi pasoucího se koně. Šikovně ho chytil, dal mu lýčenou ohlávku a vyšvihl se na koňský hřbet. Zkoušel s ním odjet domů. Ale koník se všelijak točil a stále mířil do vody. Muž strachy zdřevěněl, a to už byl kůň po břicho v rybníce. Najednou se vraník proměnil ve vodníka, který zaskřehotal: „Máš veliké štěstí, človíčku, kdybys neměl ten lýkový provaz, tak jsem tě utopil!“ Hospodář upaloval domů a setkání s vodníkem odstonal.

#### Poslední Malovcové
Starodávný rod Malovců byl spjat se zámkem Skalice u Bohumilic. A protože zde tito pánové hospodařili nerozumně a o své statky přišli, vyprávěli si po okolí lidé s humorem o jejich rodovém erbu, který se skvěl nad vchodem do zámku. Je na něm kůň pouze s předníma nohama. Prý proto, že se Malovcové stále „stavěli na zadní,“ a tak o ně přišli a následně i o své panství.

#### Začarovaný lov
Vždy v létě, když pobýval na Skalici, poroučel si zdejší pán na stůl zvěřinu. Když se mu přejedlo jelení a srnčí, když mu přestalo chutnat zaječí a koroptví, zavolal svého myslivce, aby mu ulovil divokou kachnu. Muž se vypravil k blízkému rybníku a číhá. Sotva přiložil pušku k líci, frrr a vyplašené kachní hejno mizí za obrazem. A ze sítin se šklebí na myslivce vodník: „Nikdo mi tady nebude lovit zvěř, která je pod mou ochranou!“ Marně se lovec plížil, dělal nástrahy, psa posílal, vždy se místo kachny zjevil vodní vládce. Když se ani po několika dnech na talíři neobjevila kachní pečeně, pán se na svého myslivce rozzlobil, popadl svou drahou pušku a šli. A to se podívejme, na vodě plave veliký kačer, jen namířit a prásk…Když se dým rozptýlil, po leknínových listech skáče zelený mužíček a směje se. Pán ve vzteku vytrhl myslivcovi jeho pušku, namířil na vodníka a bum. Pán se svalil, jakou dostal ránu. Myslivec ho donesl na zádech na zámek, chvilku lítaly dveře sem a tam, kočí zapřáhal, pána vynesli do kočáru a nezastavili se až ve Vídni.

### Jízdárna Skalice
V nově vystavěných stájích nebo venkovním výběhu o rozloze 30 ha naleznete desítky koní, osvětlenou krytou jízdárnu, úvaziště či napojení na celorepublikovou síť jezdeckých stezek. V samotném zázemí komplexu je k dispozici sedlovna, klubovna s kuchyňskou linkou, sociální zařízení a sprcha (včetně bezbariérového přístupu).
Dále je pro zájemce umožněna jízda na koni, jízda v kočáře, jezdecké kroužky a ustájení koní. V areálu jízdárny se nachází malý rybníček, který je zarybněn kaprem a je zde umožněn rybolov.

## Významné osobnosti

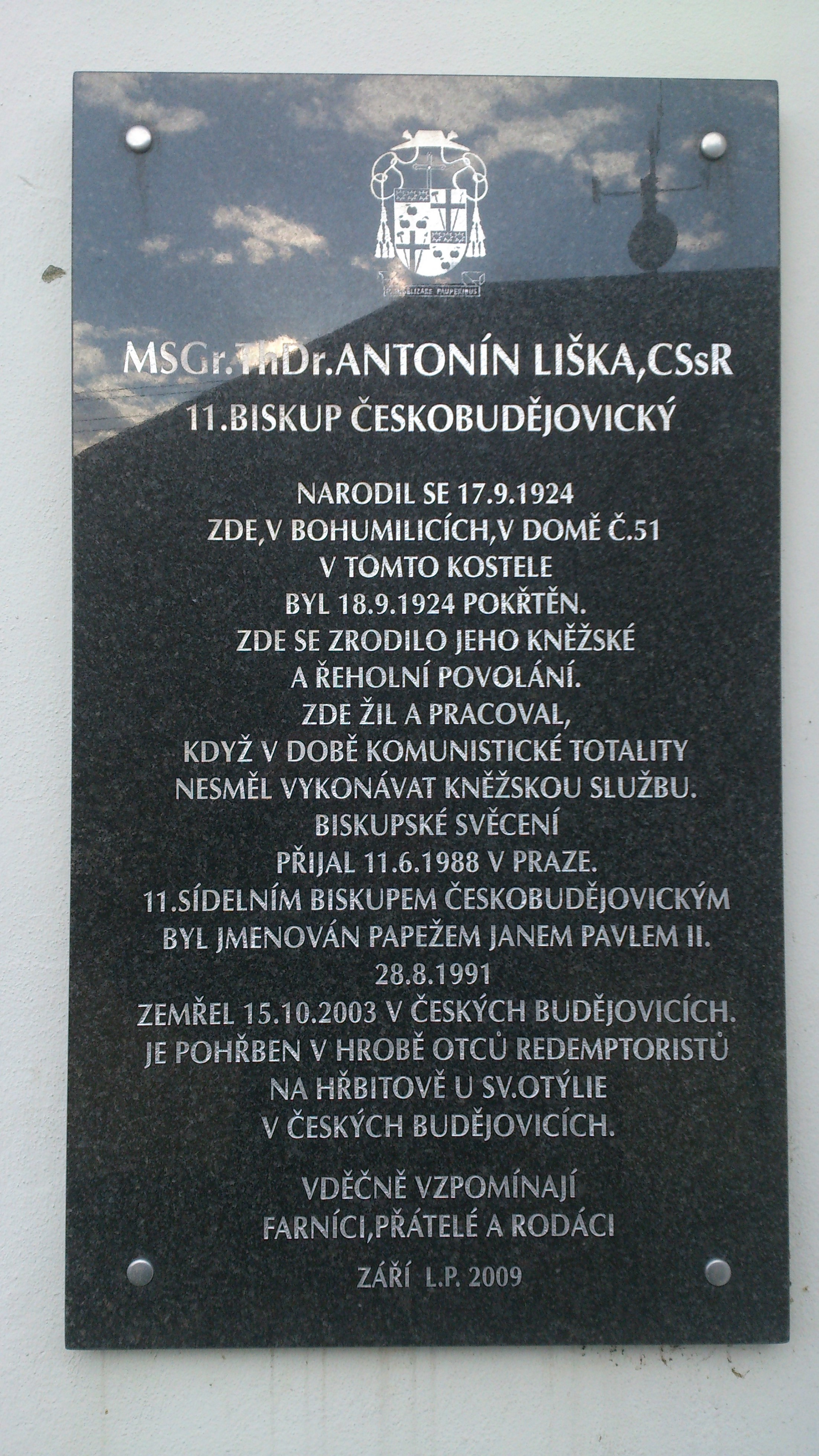
Pamětní deska

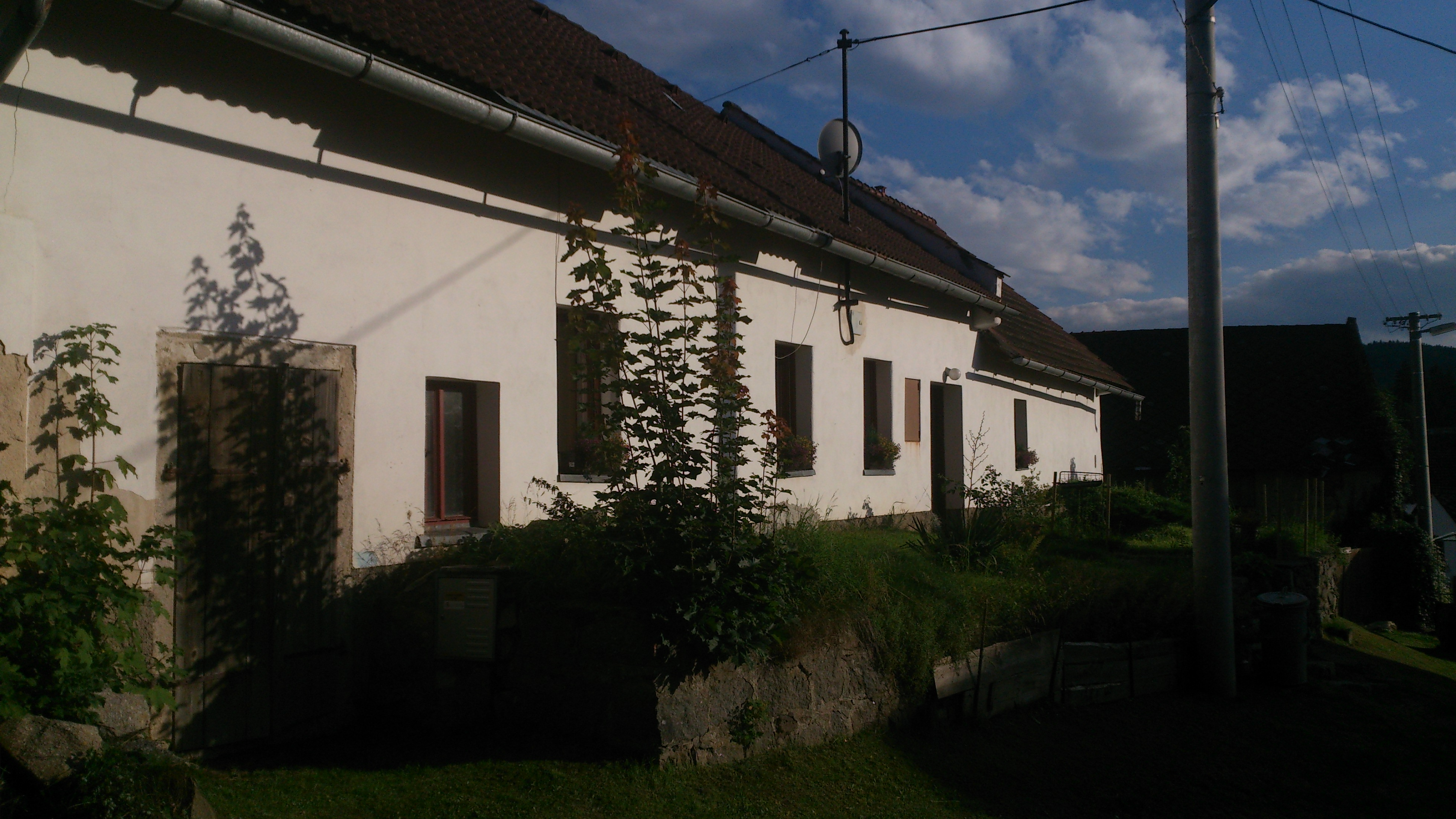
Rodný dům Antonína Lišky

- Karel Klostermann (1848–1923), český spisovatel s regionálním zaměřením na oblast Šumavy, pobýval zde
- Antonín Liška (1924–2003), biskup českobudějovický, narodil se zde
- Stanislav Lolek, malíř; maloval v obci
- Ladislav Stehlík, básník, spisovatel a kreslíř; psal o pobytech Karla Klostermanna v Bohumilicích

## Škola v Bohumilicích

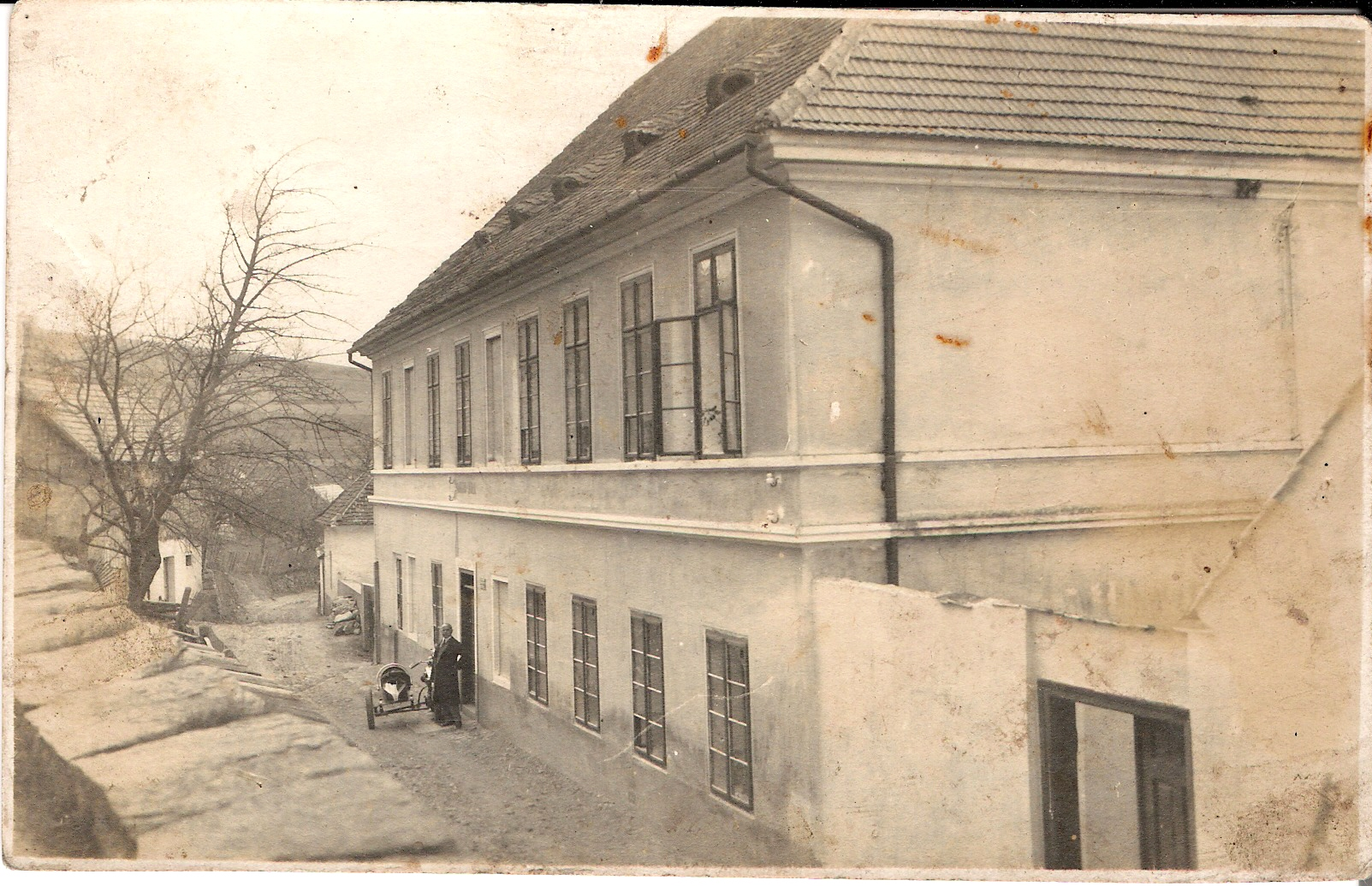
Stará fotografie školy

Kdy vznikla v Bohumilicích škola, nelze přesně dokázat. Jisté je jenom to, že patří mezi nejstarší školy prachatického okresu. První písemná práce o její existenci se dochovala z roku 1658. Po velkém požáru (1815) byla škola na faře, kde byly dvě místnosti, v jedné bydlel učitel a ve druhé se vyučovalo. V roce 1935 chodilo do farní školy v Bohumilicích 172 dětí.
Nová škola byla postavena v roce 1840 a rozšířena v roce 1877. V této budově byla škola až do roku 1983, kdy byla zrušena. Pro záchranu mateřské školy se v roce 1992 znovu otevírá základní škola. Prostory pro MŠ se zmenšily na polovinu a v druhé části budovy se otvírá první třída pro sedm dětí a při ní též školní družina. Postupem času se zde vyučuje s dvěma učiteli až do páté třídy. Bohužel školních dětí ubývá, rodiče dávají své děti raději do velkých škol do Čkyně a do Vimperka. Proto v roce 2009 rozhodlo zastupitelstvo obce zastavit činnost ZŠ k 31. srpnu 2009.
V současné době je v Bohumilicích pouze mateřská škola. 

### Mateřská škola
Mateřská škola byla vybudována v akci Z v letech 1975–1976 a 11. září slavnostně otevřena tehdejším zřizovatelem MNV Bohumilice. První ředitelka Jaroslava Tesařová společně s učitelkou Milenou Bízkovou přivítala 15. září 1976 25 dětí ve věku 2–6 let. Ve školním roce 1980/1981 měla školka nejvíce dětí za všechna léta provozu, a to 28 dětí. V dobách velkých společenských přeměn po roce 1989 dochází k velkým změnám i v životě mateřské školy. V roce 1991 hrozí dokonce její uzavření. Zástupci obce chtějí svoji venkovskou školičku zachránit, proto s pomocí stavebních úprav vzniká v prostorách v MŠ též škola základní. Pro nedostatek dětí se v roce 2009 ZŠ zavírá a od tohoto roku existuje mateřská škola jako samostatná jednotka. V letních měsících v roce 2011 dochází k největším opravám a rekonstrukci uvnitř i vně budovy. Jsou vyměněna okna a vchodové dveře, dlažba před budovou školy, veškerá sociální zařízení a školní kuchyně se modernizuje.
V současné době má tato vesnická školka přes 30 přihlášených dětí. Jsou to děti nejen z Bohumilic, ale též z okolních vesnic, obcí a měst Čkyně, Bošice, Sudslavice, Výškovice a Vimperk.

## Hasičský sbor
V současné době[kdy?] má sbor dobrovolných hasičů v Bohumilicích 75 členů a je i nadále činný, což dosvědčuje pravidelnou účastí na soutěží okrsků, pohárech starostů či v Šumavské hasičské lize, kde také patří mezi hlavní pořadatele. Bohumilice mají družstvo mužů, ale také žen. Bohumilické „šmoulinky“ (jak se ženy pojmenovaly) dosahují vynikajících výsledků a již několikrát stanuly na stupních vítězů. Toto je dáno i dobrou prací s mládeží. Velké pomoci se občanům dostalo od místních hasičů při likvidaci škod po povodních, které zasáhly obec v předchozích letech již několikrát. Tehdy dobrovolní hasiči pomáhali odčerpávat vodu ze zaplavených sklepů či odstraňovat škody na kanalizaci a komunikacích.

## Spolky v obci

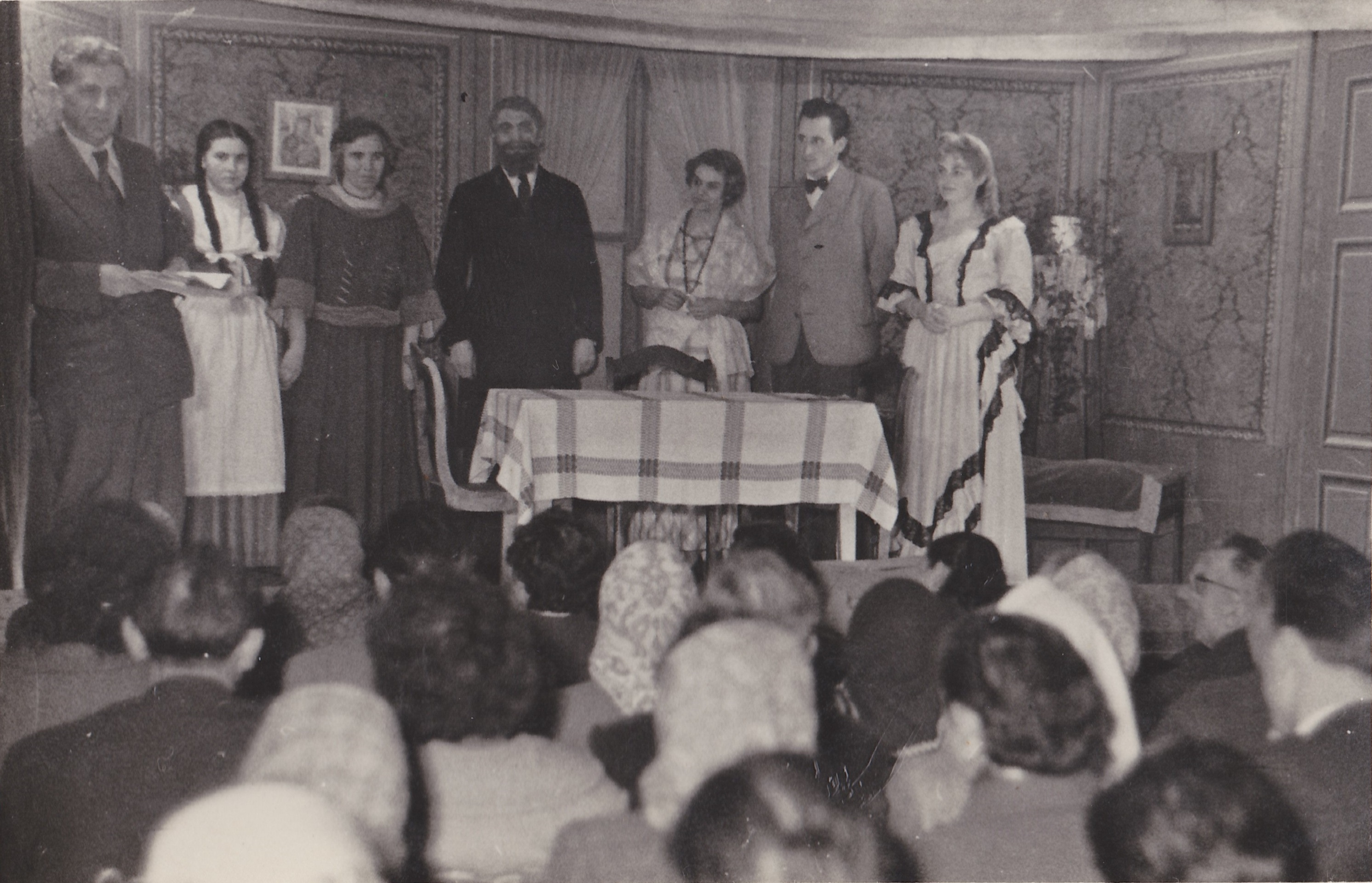
Divadelní spolek Heyduk

### Historie
- Hasičský sbor Bohumilice (od roku 1888)
- Odbor národní jednoty pošumavské pro Bohumilice (od roku 1883)
- Tělocvičný spolek Orel (založen roku 1921)
- Divadelní ochotnický spolek Heyduk (založen roku 1926)

### Současnost
- SDH Bohumilice
- Spolek žen
- Myslivecký spolek

Tyto spolky pořádají nebo pořádaly spolu s obecním úřadem různé akce zejména pro děti, které jsou vždy hojně navštěvované. Např. masopust, dětský karneval, stavění a hlídání máje, lampionový průvod a sraz čarodějnic, Pohádkový les, soutěž ve hře „Člověče, nezlob se“, dětský den a různé soutěže pro děti, drakiádu nebo sjezd na čemkoliv.

## Podnikání

### Historie
V obci byly za první republiky tyto živnosti: 3 hostince, 3 řezníci a uzenáři, 2 obchody se smíšeným zbožím, 1 obchod s textilem, 1 výrobce kartáčových prkének, 1 truhlář, 1 kovář, 1 kolař, 1 sedlář, 2 obuvníci, 1 krejčí, 3 mlynáři, 1 výrobce dřevěné obuvi a 1 sekerník.

#### Továrna na psací pera
V roce 1919 byla v obci založena první česká továrna na výrobu ocelových plnicích per, která se brzy proslavila ve světě. V roce 1934 ovdovělá Anna Pešková přijala za společníka firmy Stanislava Hejhala, který v roce 1937 si zakoupil pozemek a na něm vystavil novou provozovnu, do té zakoupil nové stroje a zahájil výrobu plnicích per ve velkém. Po znárodnění výroba pokračovala pod firmou Centropen a pak podnik převzala firma Koh-i-noor se sídlem v Českých Budějovicích. Vyráběla se plnicí pera a montované patentní tužky, pak pera na tuhý inkoust a patentní čtyřbarevné tužky a pera. A to až do roku 1995, kdy byla továrna zrušena.

#### Jitona
Historický vývoj provozu v Bohumilicích začal ve 30. letech 20. století, kdy prvním majitelem soukromého podniku se stal Václav Zach. Po něm přebral soukromý podnik Josef Sova. Oba dva majitelé vyráběli vše, co požadovali tehdejší zákazníci, a zaměřovali se i na stavební truhlářství. V letním období zaměstnávali kolem 40 zaměstnanců, v zimě však stav poklesl na 5 zaměstnanců a učně. V době druhé světové války byl podnik prodán německému majiteli Albertu Gierckemu. Po celou dobu války se zde vyráběly muniční bedny. Stav zaměstnanců se pohyboval okolo 150 osob. Po ukončení druhé světové války byl soukromý podnik převzat do národní správy a národním správcem se stal Josef Sova, který tuto funkci vykonával až do roku 1950, kdy provoz přešel k závodu ve Vimperku, který byl začleněn pod n. p. Nábytek Hradec Králové. Vedoucím provozu se stal Josef Chval ze Čkyně, který zde působil ve funkci jeden rok.
V roce 1951 přešel závod spolu s provozem do nově vznikajícího podniku Jitona. Od začlenění provozu do n. p. Jitona se ve funkci vedoucího vystřídalo několik pracovníků. Prvním byl Karel Rohlík z Hradčan, který pracoval ve funkci asi šest roků. Po něm převzal provoz ing. Václav Kozák, který působil v Bohumilicích dva roky. Dalším pracovníkem, který vedl provoz v Bohumilicích, byl Josef Novotný z Volyně. Od roku 1959 pracoval ve funkci vedoucího Antonín Tesař, který zde působil do února 1968. V této době se v provoze vyráběly převážně kuchyně. V roce 1968 nastoupil do provozu Miroslav Koller, který zde pracoval jako vedoucí až do roku 1973. V tomto období přešel provoz do kooperace se závodem ve Vimperku, kde se začal vyrábět obývací pokoj „Démant". V roce 1973 převzal funkci vedoucího provozu Jan Zloch, který tak vystřídal Miroslava Kollera, jenž přešel do Vimperka, a to do funkce ředitele závodu.
V tomto období došlo k dynamickému rozvoji celého provozu. Mimo změny ve výrobě došlo i ke změnám v investiční výstavbě. Postavily se nové výrobní prostory, sociální budova, čistička odpadních vod a skladovací prostory. V roce 1985 byla zakoupena od n. p. Koh-i-noor stávající kotelna, která byla během jednoho roku uvedena do chodu, a už v zimě 1985/1986 se vytápěla většina provozu. V roce 1986 došlo ke změně ve funkci vedoucího provozu. Jan Zloch přešel do lidosprávy – byl zvolen předsedou MNV ve Čkyni. Novým vedoucím se stal Miroslav Jeřábek. Čalounická výroba, která byla nosným programem provozu, zaměstnávala na 130 zaměstnanců. Provoz skončil v roce 1999.

### Současnost
V současné době jsou v obci Bohumilice tyto podniky:
- Firma Bachl – výroba plastových oken (bývalý prostor podniku Jitona)
- Firma Agromont – výroba dojících zařízení vyvážející i do ciziny (bývalé prostory továrny Koh-i-noor)
- MIRO – prodejna zemědělských potřeb
- Prodejna smíšeného zboží COOP
- Hostinec Pod kostelem
- Kadeřnictví
- Prodej hydrauliky
- Dřevosochařství
- Restaurování nábytku
- Umělecké kovářství
- Chalupářský bazar